# Шмидт, Бьянка
Бья́нка Шми́дт (нем. Bianca Schmidt; род. 23 января 1990, Гера) — немецкая футболистка, защитница клуба «Турбине». Двукратный чемпион Европы (2009, 2013).

## Карьера

### Клубная
Шмидт начала свою карьеру в возрасте семи лет в составе молодёжной команды «ТСВ 1880 Гера-Зотсен». В 2003 году команда сменила название в результате слияния с клубом «Гера». В 2006 году Бьянка заключила контракт со своим первым профессиональным клубом «Турбине» из Потсдама. В составе клуба Шмидт стала победителем Лиги чемпионов УЕФА (2009/10) и четырёхкратным чемпионом Германии (2008/09, 2009/10, 2010/11, 2011/12). В финале Лиги чемпионов Шмидт забила мяч в серии послематчевых пенальти. Летом 2012 года перешла в состав футбольного клуба «Франкфурт».

### В сборной
С 2005 года выступала за юношеские и молодёжные сборные Германии. 25 февраля 2009 года дебютировала в составе основной национальной сборной в матче против Китая. Первый гол забила 15 сентября 2012 года в ворота сборной Казахстана.

#### Голы за сборную
| Голы Бьянки Шмидт за сборную Германии | Голы Бьянки Шмидт за сборную Германии | Голы Бьянки Шмидт за сборную Германии | Голы Бьянки Шмидт за сборную Германии | Голы Бьянки Шмидт за сборную Германии | Голы Бьянки Шмидт за сборную Германии | Голы Бьянки Шмидт за сборную Германии |
| №                                     | Дата                                  | Место                                 | Соперник                              | Счёт                                  | Итог                                  | Турнир                                |
| ------------------------------------- | ------------------------------------- | ------------------------------------- | ------------------------------------- | ------------------------------------- | ------------------------------------- | ------------------------------------- |
| 1.                                    | 15 сентября 2012                      | Караганда, Казахстан                  | Казахстан                             | 5:0                                   | 7:0                                   | Чемпионат Европы 2013 (отбор)         |
| 2.                                    | 13 февраля 2013                       | Страсбург, Франция                    | Франция                               | 1:0                                   | 3:3                                   | Товарищеский матч                     |
| 3.                                    | 21 сентября 2013                      | Котбус, Германия                      | Россия                                | 9:0                                   | 9:0                                   | Чемпионат мира 2015 (отбор)           |

## Достижения

### Клубные
- Лига чемпионов УЕФА: победитель 2009/10
- Чемпионат Германии: победитель (4) 2008/09, 2009/10, 2010/11, 2011/12
- Кубок Германии: победитель 2013/14

### В сборной
- Чемпионат Европы: победитель (2) 2009, 2013
- Кубок Алгарве: победитель (2) 2012, 2014
- Чемпионат мира (до 20 лет): победитель 2010, бронзовый призёр 2008
- Чемпионат Европы (до 19 лет): победитель 2007

### Индивидуальные
- Медаль Фрица Вальтера в бронзе[7][8]